# Belfort van Belle
Het Belfort van Belle is een belfort bij het stadhuis van de Noord-Franse stad Belle (Bailleul). Het is een van de 56 belforten in België en Frankrijk die tot werelderfgoed van de UNESCO verklaard zijn. De belforttoren is 62 m hoog en heeft een beiaard met 35 klokken.
Het belfort werd opgericht in de 12de eeuw maar werd door de eeuwen heen meermaals vernield door brand of oorlog. In 1777 kreeg het belfort een beiaard. Ook tijdens de Eerste Wereldoorlog werd het belfort verwoest en slechts één beiaardklok werd intact teruggevonden. Het geheel werd na de oorlog opnieuw opgebouwd. Aan de voet van het belfort bevindt zich wel nog een oude gotische zaal uit de 13de eeuw. Het belfort werd in 1922 beschermd als monument historique en het stadhuis werd in 2001 ingeschreven op de lijst van historische monumenten. Ook de beiaard werd in 1992 als roerend erfgoed beschermd.

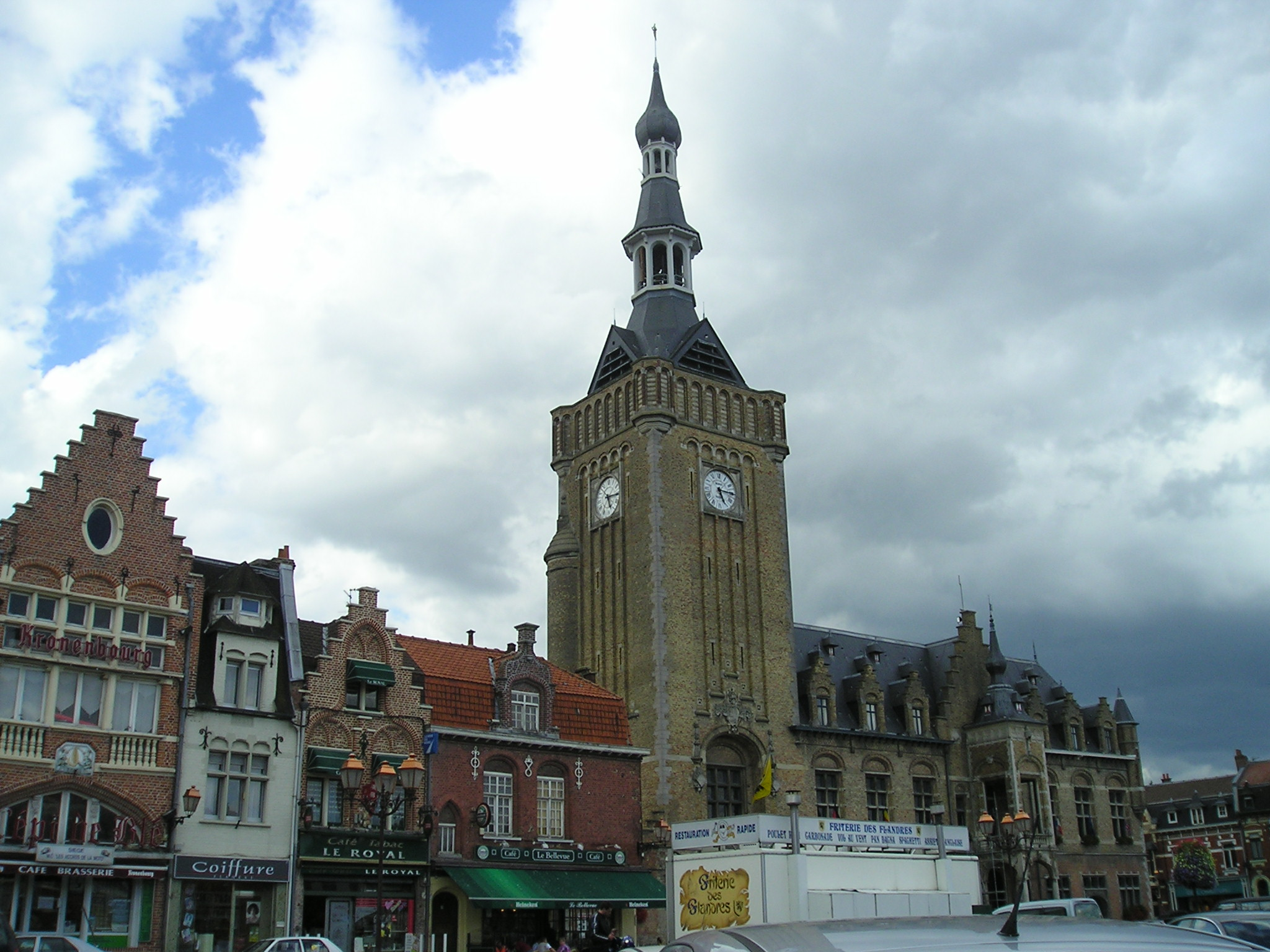
Grand Place met stadhuis en belfort van Belle